# Camí del sud
Camí del sud (títol original: Goin' South) és una pel·lícula estatunidenca dirigida per Jack Nicholson, estrenada el 1978. Ha estat doblada al català.

## Argument
A Texas, poc després de la Guerra Civil, un decret autoritza clemència cap a alguns condemnats a mort - els que no han comès homicidis - a condició que es reinsereixin al si d'una llar conjugal, les dones que han quedat soles a causa del conflicte estan pletòriques; esdevenen llavors els esposos maleables a mercè dels que hauran volgut escollir-los, garantint el seu retorn pel bon camí. Així es troben Henry, bandoler, lladre de cavalls, i Julia, noia ja gran obstinada que gestiona les propietats paternes. L'associació es presenta agitada.

## Repartiment
- Jack Nicholson: Henry Lloyd Moon
- Mary Steenburgen: Julia Tate Moon
- Christopher Lloyd: Diputat Towfield
- John Belushi: Diputat Hector
- Richard Bradford: Xèrif Andrew Kyle
- Veronica Cartwright: Hermine
- Jeff Morris: Big Abe
- Danny DeVito: Hog
- Tracey Walter: Coogan
- Lucy Lee Flippin: Diane Haber
- Ed Begley Jr.: Whitey Haber
- Anne Ramsey: Spinster
- Lin Shaye: Parasol Lady
- Luana Anders: Lorette Anderson